# Tonande dental frikativa
En tonande dental frikativa, ett tonande läspljud eller ett frikativt d är ett konsonant språkljud. Det tecknas i IPA som [ð] (ett eth).
Unicode‐kodpunkten är U+00F0, LATIN SMALL LETTER ETH.

## Egenskaper
Egenskaper hos den tonande dentala frikativan:
- Den är pulmonisk-egressiv, vilket betyder att den uttalas genom att lungorna trycker ut luft genom talapparaten.
- Den är tonande, vilket betyder att stämläpparna är spända under uttalet och därmed genererar en ton.
- Den är dental, vilket betyder att den uttalas genom att tungan eller tungspetsen trycks mot överkäkens framtänder.
- Den är frikativ, vilket betyder att luftflödet går genom en förträngning i talapparaten.

## Förekomst
Den tonande dentala frikativan återfinns i flera språk.
På engelska skrivs den som th (i bl.a. "this" och "that") (se även θ), på walesiska som dd och på albanska som dh.
På isländska och älvdalska används ð för den tonande dentala frikativan, och i nordsamiskan đ. Förutom i älvdalska förekommer frikativt d i flera andra svenska dialekter. I danskan är ljudet allofon till det vanliga d-ljudet.